# Marcolino Moco
Marcolino J. C. Moco (* 1953) ist ein angolanischer Politiker.
Zwischen 1989 und 1992 arbeitete Moco als Minister für Jugend und Sport. Er legte dieses Amt nieder, um am 2. Dezember 1992 Ministerpräsident des Staates Angola zu werden. Er behielt dieses Amt für eine Legislaturperiode, bis zum 3. Juni 1996, inne.
Im Juli 1996 wurde er erster Sekretär in der jüngst gegründeten Gemeinschaft der Portugiesischsprachigen Länder (CPLP), der er bis 2000 blieb.
Moco ist Mitglied der MPLA, die das Land seit seiner Unabhängigkeit im Jahr 1975 regiert.